# Nomada lamarensis
Nomada lamarensis là một loài Hymenoptera trong họ Apidae. Loài này được Cockerell mô tả khoa học năm 1905.